# 機動戦士ガンダムSEED ECLIPSE
『機動戦士ガンダムSEED ECLIPSE』（きどうせんしガンダムシード エクリプス）は、ガンダムシリーズのうち、『機動戦士ガンダムSEED』を始めとするコズミック・イラを舞台とした設定世界に属する漫画・プラモデル作品。

## 物語
C.E.（コズミック・イラ）72年。後に「空白の二年」と呼ばれることとなる時期は、ある者は『薄氷の平和の時間』、またある者は『次なる狂騒への休息時間』と呼ぶ。
これは、狭間の物語。二つの大戦の狭間で、「ODR（オーダー）」と呼ばれし空虚の部隊に命を賭した者たちの物語である。物語が進む内に、謎の武装組織「アンティファクティス」とODRは、死闘を繰り広げることになる。

## 登場人物

### ODR（オーダー）
タツミ・ホーリ
ODR（オーダー）のMSパイロットである、サデヨリ島出身の17歳のナチュラルの青年。身体能力・頭脳・その他は平均クラスだが、何故かエクリプスガンダムの操縦のみコーディネイターを凌駕する才能を持つ。
ミヤビ・オト・キオウ
ODRの指揮官である、19歳のコーディネイターの女性で、オーブ五大氏族の一つであるキオウ家の次期当主。
ケン・ノーランド・スセ
ODRのもう一人のパイロットである、18歳のコーディネイターの男性で、オーブの有力氏族であるスセ家の血を引いているが、父親であるスセ家当主を始めとするスセ家には軽く扱われている。頭脳全般・身体能力・MSの操縦共に高い能力を持っており、エクリプスガンダムだけでなくMS・MAを問わず、様々な機動兵器を操縦できる。
ウミト・ミツ・キオウ
オーブ五大氏族のひとつであるキオウ家の現当主である40代前後の男性で、ミヤビ・オト・キオウの父親。
エルネスト・スドー
ODRの一員である、オーブとの繋ぎ役を務める20代後半の男性。

### アンティファクティス
ジョエル・ジャンメール・ジロー
謎の武装組織「アンティファクティス」を率いる指揮官である、30代前後の男性MSパイロット。エールカラミティガンダムを操縦するが、物語終盤でコーディネイターでありながらブルーコスモスの構成員という裏の顔を露わにして、ヴァレンティーナを含むアンティファクティスの構成員を皆殺しにした後、ブーストレイダーガンダムに搭乗する。
ヴァレンティーナ・ビノン
アンティファクティスに所属する、18歳のハーフコーディネイターの女性パイロット。ジングラディエイターに搭乗する。先の大戦では大西洋連邦に所属していたが、ハーフコーディネイターへの差別に耐え切れず、離脱する。赤道連合領のシンガポールで活動するテログループ「港湾労働者組合」を裏から支援しており、テログループを鎮圧する為にシンガポールに出動してきたタツミ・ホーリの搭乗するエクリプスと、ジングラディエイターに搭乗して交戦する。

### 登場兵器
ODR（オーダー）
- MVF-X08 エクリプスガンダム
  - EW452HM マニューバストライカー
  - EW453R ライジンストライカー
- MVF-X08R2 エクリプスガンダム2号機
- FX-550 スカイグラスパー

アンティファクティス
- GAT-X130 エールカラミティガンダム
- ZGMF-1017GR ジングラディエイター
- GAT-XX370 ブーストレイダーガンダム